# Pax6
La protéine paired box 6 (Pax6) est un facteur de transcription notamment impliqué dans le développement des yeux. Elle est codée par le gène PAX6 situé sur le chromosome 11 humain.